# Süleyman Zorba

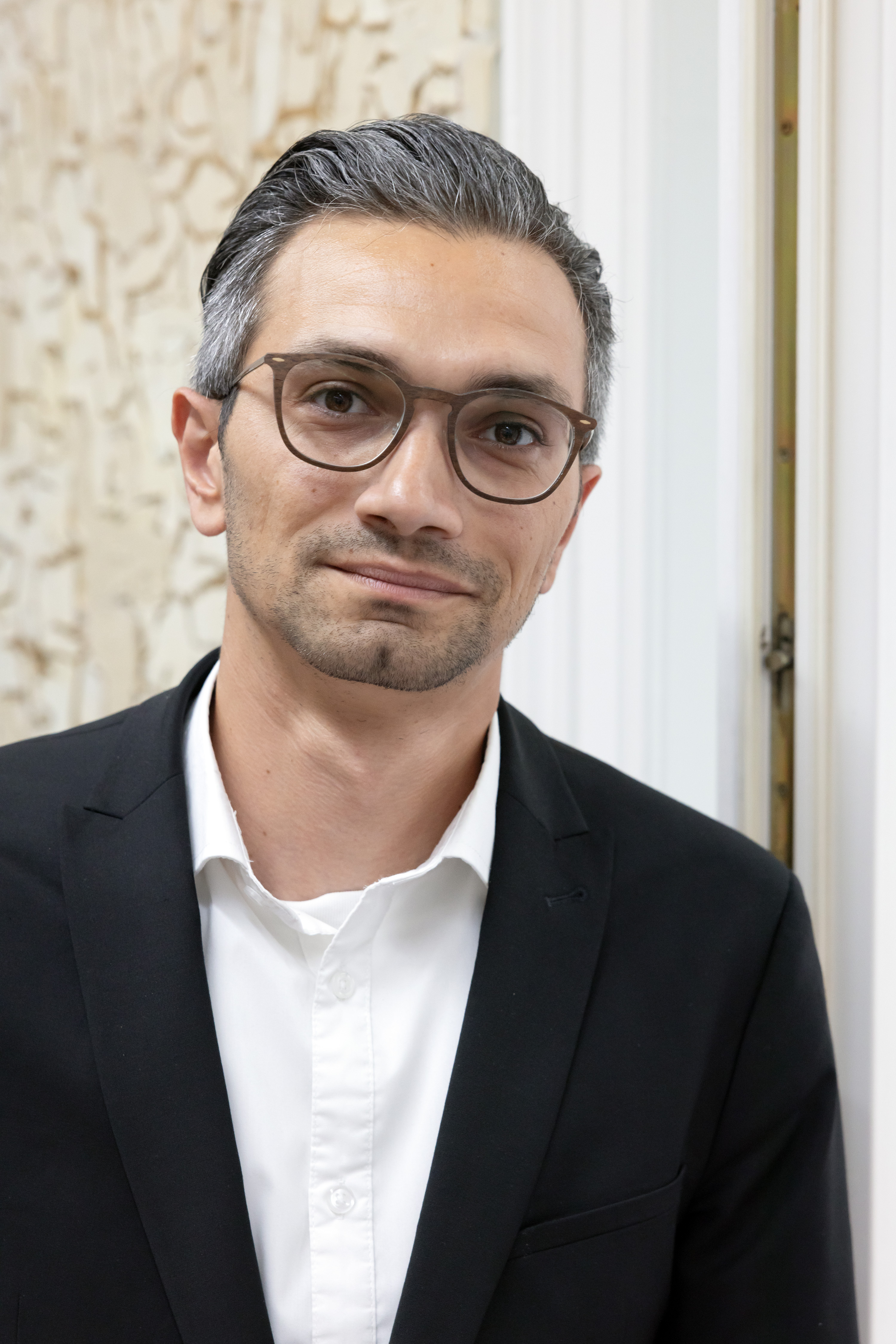
Süleyman Zorba (2024)

Süleyman Zorba (* 16. Juni 1993 in Sürmene, Provinz Trabzon, Türkei) ist ein österreichischer Politiker der Grünen. Seit dem 23. Oktober 2019 ist er Abgeordneter zum Nationalrat.

## Leben

### Ausbildung und Beruf
Süleyman Zorba kam im Alter von drei Jahren gemeinsam mit seinen Eltern aus der Türkei nach Österreich. Er besuchte nach der Volksschule in Herzogenburg und Traismauer die Hauptschule Traismauer. Nach einem Jahr an der Höheren Technischen Bundeslehr- und Versuchsanstalt St. Pölten wechselte er 2009 an die Handelsschule in Krems an der Donau, die er 2012 abschloss. Nach dem Präsenzdienst 2013 absolvierte er 2017 eine Lehre zum IT-Techniker, seit 2017 ist er in einem international tätigen Unternehmen in Wien in diesem Beruf tätig.

### Politik
Seit 2011 ist er im Umfeld der Grünen aktiv. Er engagierte er sich bei Greenpeace. Seit der Gemeinderatswahl 2015 gehört er dem Gemeinderat der Stadtgemeinde Traismauer an. Im Schuljahr 2016/17 war er Mitglied der Landesschülervertretung in Wien. Seit 2017 ist er Mitglied des Landesausschusses der Grünen Niederösterreich, seit 2019 ist er Vorstandsmitglied der Grünen Jugend Niederösterreich. Bei der Landtagswahl 2018 war er auf dem zwölften Platz der Landesliste gereiht.
Bei der Nationalratswahl 2019 kandidierte er für die Grünen hinter Spitzenkandidatin Elisabeth Götze und Ulrike Fischer auf dem dritten Listenplatz im Landeswahlkreis Niederösterreich. Am 23. Oktober 2019 wurde er zu Beginn der XXVII. Gesetzgebungsperiode als Jüngster des Grünen Parlamentsklubs als Abgeordneter zum österreichischen Nationalrat angelobt. Im Grünen Parlamentsklub wurde er Anfang 2020 Bereichssprecher für Netzpolitik, Digitalisierung und Lehre. Nach der Nationalratswahl 2024 wurde er in der am 24. Oktober 2024 beginnenden XXVIII. Gesetzgebungsperiode Bereichssprecher für Digitalisierung und Netzpolitik.
Er spielt im FC Nationalrat, der Fußballmannschaft des österreichischen Parlaments.